# سیارک ۲۲۹۵۸
سیارک ۲۲۹۵۸ (به انگلیسی: 22958 Rohatgi، نامگذاری:1999TC288) بیست و دو هزار و نهصد و پنجاه و هشتمین سیارک کشف شده‌است که در ۱۰ اکتبر ۱۹۹۹ کشف شد.
قدر مطلق سیارک برابر ۱۴.۱ است.